# 霧虹

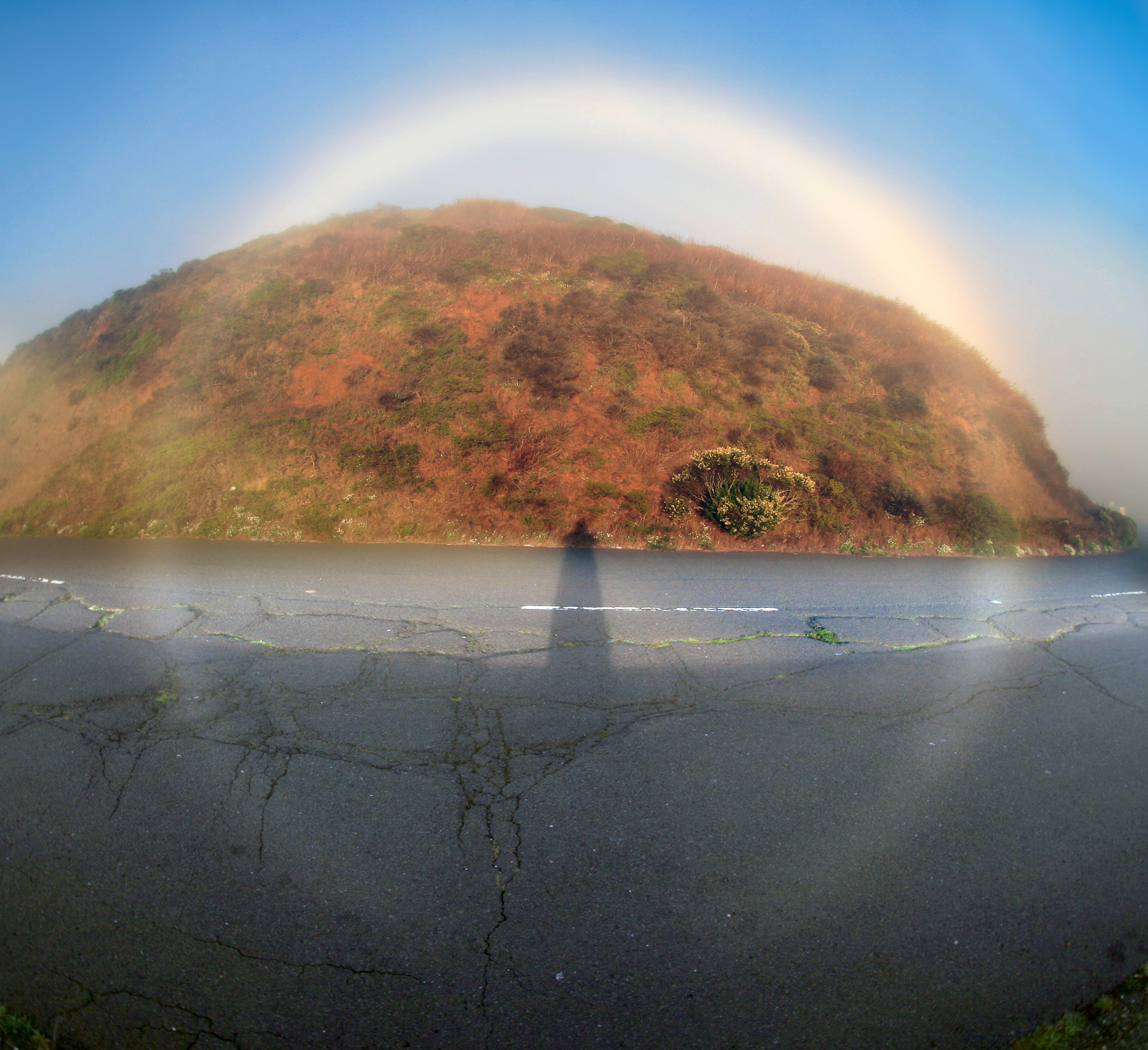
360°の霧虹

霧虹（きりにじ、fog bow、fogbow）は、霧等によって光が散乱され、光の輪となって現れる大気光学現象。
虹と似た有色の光の輪である光輪(グローリー, glory)とは異なり、霧虹は白色の輪である事からも白虹（しろにじ、はっこう）とも呼ばれる。
原理は通常の虹と同じであるが、霧の場合は水滴が小さいため各色の最小偏角への集中が弱くなり、色が混ざりあうことで白くなる。

## 記録
記録自体は『続日本紀』宝亀6年5月14日条や14世紀の中国史書である『十八史略』（太陽を横切ることは兵乱の前兆とされた）に残る。
近世では、1870年（明治3年）8月15日に、京都西方に現れた記録が『続今日鈔』に残されている。

## 方向

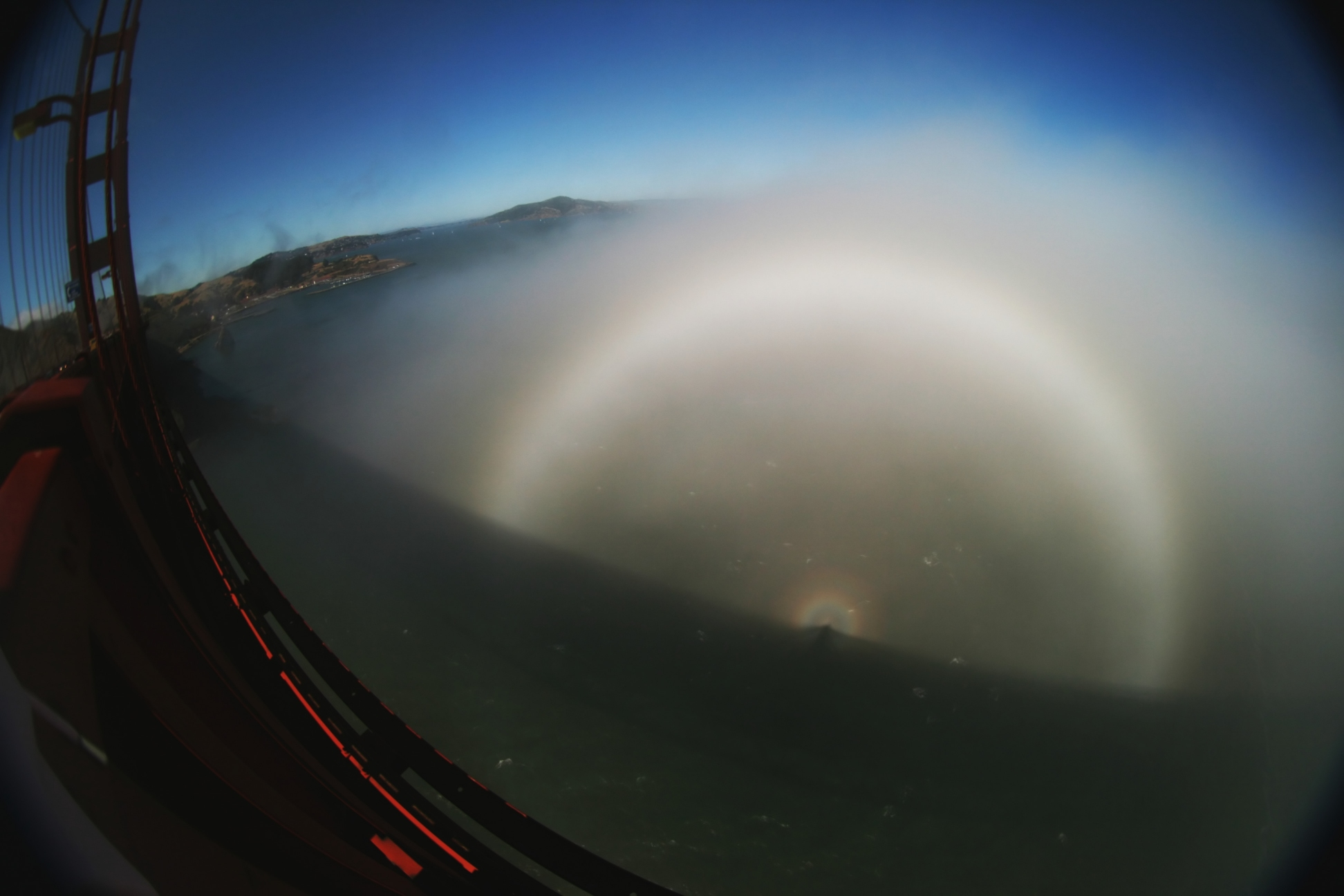
サンフランシスコで観察された霧虹及び、光輪、ブロッケン現象

基本的に太陽が観察者の後方にある場合に霧虹が確認できる。
なお、夜間に霧虹が確認出来る場合は月虹とも呼ばれる。